# Remmius quadridentatus
Remmius quadridentatus är en spindelart som beskrevs av Simon 1903. Remmius quadridentatus ingår i släktet Remmius och familjen jättekrabbspindlar.
Artens utbredningsområde är Ekvatorialguinea. Inga underarter finns listade i Catalogue of Life.